# Petite-Rivière-de-Nippes
Petite-Rivière-de-Nippes (Haitianisch-Kreolisch Ti Rivyè de Nip) ist eine Gemeinde im Département Nippes von Haiti.

## Geschichte
Die heutige Gemeinde Petite-Rivière-de-Nippes entstand im Jahr 1759 unter dem Namen Petite-Rivière-du-Rochelois oder einfach Rochelois (nach einem französischen Siedler und Grundbesitzer gleichen Namens).
Im Jahr 1849 wurde der Ort während der Versuche der Dominikaner, den Osten der Insel Hispaniola zu erobern, durch eine Landungseinheit von See her überfallen und niedergebrannt.

## Lage und Beschreibung
Neben dem Stadtzentrum Ville de Petite-Rivière-de-Nippes bestehen vier ländliche Gemeindebezirke:
- Fond des Lianes mit Lapaix, Marien, Rimasse und Salagnac,
- Chaulette mit Ca Comte und Teinturier,
- Silègue mit Bellevue, Bizarre, Chanterelle, Dupuy, La Rate, Marbial, Nan Casse, Nan Saut, Saint-Marc und Trou Zombi sowie
- Bézin mit Bon Dos, Boue, Ca Matisse, Corail, Magasin und Mapou.

Durch das Gebiet der Gemeinde Petite-Rivière-de-Nippes führt die Küstenstraße Route Départemental RD-21. Anschluss an das Straßensystem Haitis besteht in Miragoâne (Route Nationale RN-2). Bis dorthin sind es in östlicher Richtung 19 Kilometer.
Petite-Rivière-de-Nippes its eine der Gemeinden Haitis, in denen die Weltbank zusammen mit der Regierung ein Projekt für partizitative Entwicklung (CDD/PRODEP) durchführte.
Wichtigster Sakralbau ist die Kirche Saint Antoine de Padoue (Heiliger Antonius von Padua; portugiesischer Priester).